# Batalla de Azincourt
La batalla de Azincourt fue una inesperada victoria que las fuerzas inglesas lograron sobre las tropas francesas en el otoño de 1415 en esta población del norte de Francia, en el transcurso de la guerra de los Cien Años. Azincourt fue un hito clave de ese larguísimo conflicto, que dio inicio a una nueva fase del mismo, en que los ingleses se apoderaron de media Francia. Superados ampliamente en número (sextuplicados, según algunas fuentes), los soldados de Enrique V de Inglaterra pretendían restaurar los derechos de su rey sobre los territorios que su corona poseía en Francia.

## Antecedentes
La guerra de los Cien Años, que en realidad abarcó de forma intermitente un periodo de 116 años, fue el último gran conflicto feudal de la Edad Media. Los condes de Anjou, ahora casa reinante inglesa, poseían amplísimos y muy productivos territorios en el oeste y sudoeste de Francia, que por la batalla de Hastings (1066) pasaron a depender del trono inglés. El control de los ingentes recursos económicos de esas regiones desencadenaría la guerra de los Cien Años y, en definitiva, conduciría al enfrentamiento crucial en Azincourt.
En 1204 Francia invadió Normandía y despojó a Inglaterra de una de sus provincias más importantes. Bajo Eduardo I de Inglaterra estallaron algunas hostilidades entre ambos países, que duraron de 1294 a 1298. Entre 1324 y 1325 se desató un nuevo conflicto con Francia, que se conoce como la guerra de San Sardos. En 1329, el rey inglés Eduardo III respondió reclamando la corona de Francia en medio de lo que amenazaba con convertirse de guerra feudal en conflicto dinástico. Felipe VI de Francia consiguió adueñarse de Gascuña en 1337, dando origen oficialmente a la guerra de los Cien Años.
En 1346 los franceses atacaron a Eduardo III en Crécy y en 1356 a su hijo (el Príncipe Negro) en Poitiers, pero en ambas oportunidades fueron derrotados por las fuerzas inglesas. En ese mismo año, los ingleses capturaron al rey francés, Juan II el Bueno, y a sus nobles, lo que les permitió obtener grandes ventajas en las negociaciones, que determinaron el Tratado de Brétigny (1360), desastroso para Francia, ya que gran parte de Francia cayó en manos de Inglaterra.
Más tarde los franceses contraatacaron bajo Carlos V y los ingleses pudieron ser expulsados de forma temporal de la mayor parte de esos territorios conquistados en Francia, pero graves luchas internas durante el reinado de su débil sucesor, Carlos VI, debilitaron decisivamente el país y todo lo que se consiguió bajo su predecesor. En esa situación un nuevo rey de Inglaterra, Enrique V, fuerte, ambicioso y completamente decidido a obtener lo que la Corona inglesa consideraba que le pertenecía, hizo su aparición en este lúgubre escenario. Juró llevar la guerra, por última y definitiva vez, al corazón del territorio enemigo. De este modo, siguiendo sus órdenes, se planeó y ejecutó la operación militar que concluiría en la batalla de Azincourt.

## Componentes de las fuerzas en Azincourt

### Caballería
Caballeros
A principios del siglo XV, y a diferencia de épocas anteriores, el caballero era también un soldado de infantería. El caballero era un hombre adinerado que podía mantener varios caballos y había sido ascendido a ese estatus en una ceremonia oficial. El caballero estaba obligado a mantener al grupo de jinetes que comandaba (su «lance»), proveerlos de caballos, pertrechos y alimentos y mirar, en fin, por su bienestar en todo momento.
Hidalgos
Seguían en la jerarquía los hidalgos (franklins). Se llamaba de este modo a quienes, sin haber sido nombrados caballeros, eran susceptibles de serlo. Esto se debía a su altura de cuna, su valor y su patrimonio.
Hombres de armas
Los hombres de armas eran soldados tanto de infantería como de caballería y estaban a las órdenes de un caballero. Como su nombre indica, eran hombres entrenados en el uso de las armas. Se dice que los caballeros eran hombres de armas, pero los hombres de armas no eran caballeros. No habían nacido nobles, pero tenían mayor rango que los arqueros.

### Infantería
Lanceros
En este período, la infantería estaba compuesta esencialmente por lanceros de a pie. Los lanceros llenaban los espacios más a retaguardia de las filas. A pesar de su nombre, sus armas más comunes eran las polivalentes, como la alabarda.
Arqueros
El arco largo inglés (longbow) fue uno de los principales responsables de la victoria de Azincourt. Era tan poderoso y efectivo que más de las dos terceras partes del ejército estuvieron formadas por arqueros.
Ballesteros
La ballesta era más precisa que los arcos y disparaba un proyectil más pesado y mucho más mortal. Sin embargo, tenía el inconveniente de su bajísima cadencia de disparo.
Pavesero del ballestero
El ballestero estaba indefenso mientras recargaba; debía introducir un pie en el estribo de la ballesta y tirar de la cuerda con ambas manos. Por este motivo siempre lo acompañaba un pavesero que lo protegía con un gran escudo, llamado «pavés», durante este peligroso procedimiento.
Artilleros
Especialmente dedicados a las tareas propias de sitios y asedios, los tipos de guerra más comunes en la Edad Media, los artilleros tenían a su disposición una amplia gama de cañones y bombardas de diferentes calibres, de efectos devastadores sobre un enemigo en formación cerrada y también sobre murallas o defensas. En Azincourt no existía aún una artillería móvil como la que se vio más tarde.

## Equipo y armamento utilizado en Azincourt

### La armadura
Era el equipo clásico del hombre de armas. La base de la armadura constaba de anillos de hierro entrelazados. Sobre esta cota de malla el caballero llevaba numerosas piezas de acero pulido que lo cubrían desde la cabeza hasta los pies. Completa con todas sus piezas y con el yelmo o casco, la armadura pesaba casi 35 kg, siendo su principal desventaja el aumento de la temperatura en su interior. Esto provocaba que muchos hombres fuertes y sanos sucumbieran en medio del combate debido a un golpe de calor.
El yelmo, si bien protegía el rostro y la cabeza, era la pieza más pesada y generadora de calor, dificultando la visión. Por ello muchos caballeros se lo quitaban cuando no era estrictamente necesario su uso.

### El escudo
El escudo llevaba pintadas las armas de su propietario. Aparte de su obvia función de defensa, la identificación que suponía constituía una póliza de seguro para el combatiente. En caso de ser capturado, su escudo proclamaba su estatus social y la familia a la que pertenecía, lo que podía salvar su vida si el enemigo se contentaba con la posibilidad de cobrar un rescate a sus parientes por su libertad.

### La alabarda
Se trataba de una larga lanza con una cabeza semejante a la del hacha, de efectos verdaderamente aterradores incluso contra un enemigo provisto de armadura. La unión de la cabeza y el asta estaba rodeada de acero para que no pudiese ser desmochada con un golpe de espada. La alabarda constituía también la defensa definitiva, era utilizada para mantener distante al enemigo y bloquear partes del castillo, protegían las puertas y pasillos, defendiendo a los nobles o a quien quiera que se les ordenara proteger.

### La lanza
Las lanzas de este período estaban hechas de roble o fresno, medían más de 4 m y terminaban en una punta de acero fina y larga.
Cuando el caballero se apeaba, cortaba el cabo de su lanza a 2 m para hacerla más manejable.

### La espada
Muy caras, solo los caballeros tenían el derecho y el dinero necesario para utilizarlas. Normalmente, las espadas estaban hechas de acero de Burdeos y medían unos 90 cm. Además, eran las armas más prestigiosas.

### El mandoble
Muchos combatientes preferían unas espadas más largas, que se empuñaban con ambas manos y se denominaban, por tanto, mandobles. Devastadoras cuando hacían blanco, eran, sin embargo, muy pesadas, requerían una gran fuerza física y tenían la desagradable costumbre de hacer girar al que la esgrimía (al lanzar un golpe horizontal), dejando al descubierto el flanco (lugar menos protegido por la armadura), la axila (propicia para un golpe de espada mortal) o la espalda.

### La daga
También llamada ballock o "misericordia", fue muy usada en Azincourt. Este último apodo se debía a que solía utilizársela para rematar heridos incurables en el campo de batalla. Se la usaba como último recurso: un soldado que había perdido sus otras armas podía aproximarse al caballero en armadura (a una distancia tan cercana que este no pudiese utilizar la alabarda, la espada ni el mandoble), pegarse a él y pasar la misericordia por la mirilla del casco. Este golpe, si se vivía lo suficiente como para asestarlo, era mortal de necesidad. Los arqueros ingleses llevaban dagas que introducían por las viseras de los caballeros que habían caído de sus caballos.

### El arco

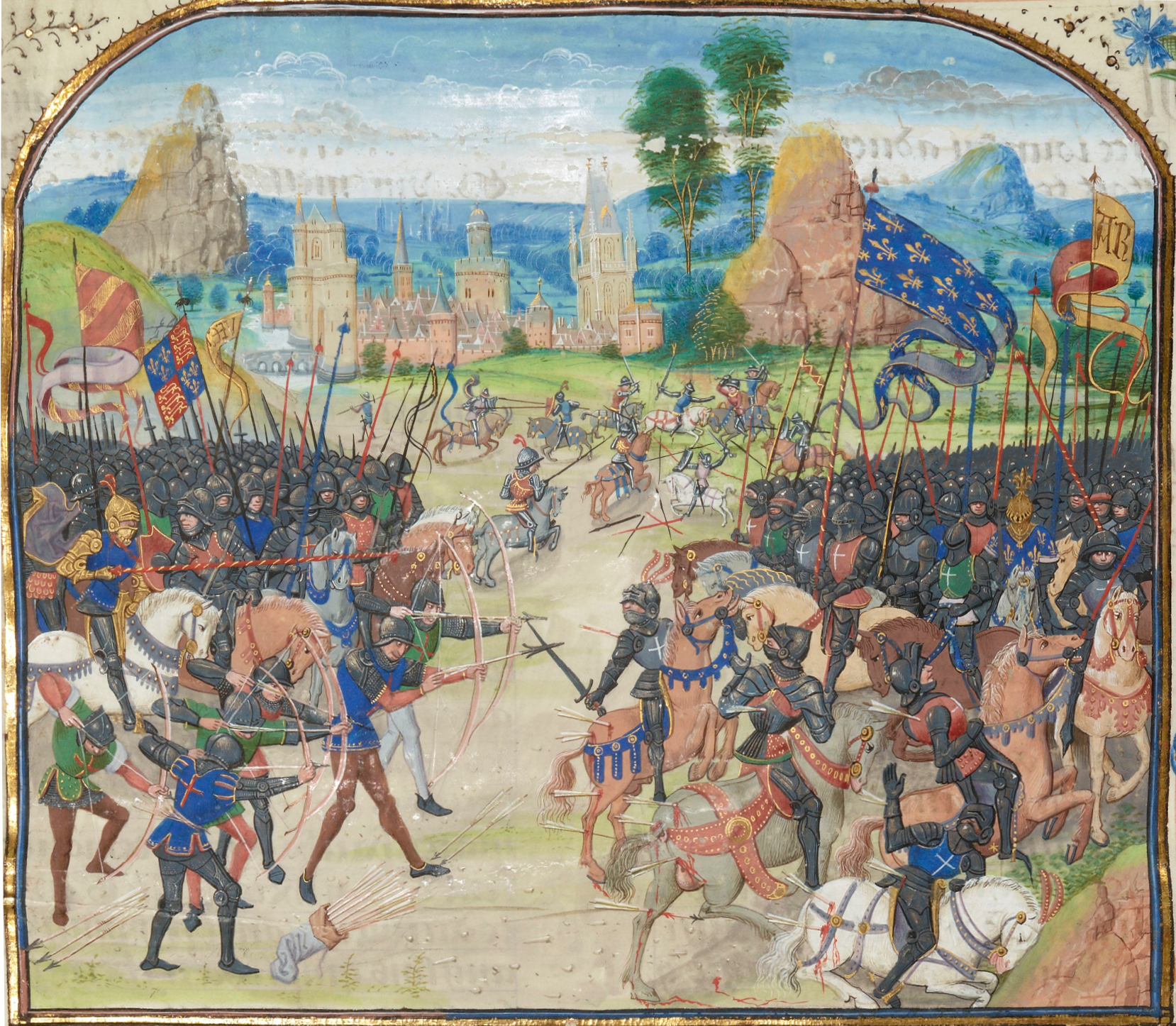
Batalla de Poitiers (miniatura de Froissart).

Estaba constituido por una pieza de tejo, fresno u olmo de 1,80 m de longitud. Solo se le colocaba la cuerda en el momento de usarlo, y el encordado de un arco podía hacerse en menos de 3 segundos si el arquero era experto. La cuerda debía usarse seca, y por ello se la transportaba en una bolsita de tela impermeable.
Los arqueros y el arco largo (longbow) constituyeron la ventaja decisiva que permitió a los ingleses ganar la batalla. El mejor alcance de sus arcos (365 m de alcance total, 180 m de alcance efectivo y 50 m de mortalidad segura) y la gran cantidad de arqueros expertos que los ingleses habían venido entrenando desde tiempos de Eduardo II, hicieron estragos entre las tropas francesas.
Varios cientos de arqueros ingleses, con su excelente cadencia de disparo de 5 a 6 flechas por minuto (muy superior al de las ballestas, que alcanzaban 1, 2, o como mucho 3, proyectiles por minuto), podían aterrorizar a un ejército francés completo, espantar a sus cabalgaduras y desmoralizar a cualquiera que se viera sometido a una lluvia de estos mortales proyectiles.
Los arcos ingleses desarrollaban potencias de entre 35 y 70 kilos, que solo fueron superadas a mediados del siglo XIX.
Cada arquero inglés llevaba 48 flechas en su carcaj.
Como nota anecdótica, cabe mencionar que los arqueros ingleses lucharon en Azincourt prácticamente desnudos de la cintura para abajo. Esto se debía a que la mayoría de ellos enfermaron de disentería en el sitio de Harfleur, y las continuas diarreas que sufrían no les permitían perder tiempo en quitarse y ponerse pantalones o calzones. Por ello, lucharon solo con un breve "pañal" o taparrabos. Esto demuestra la efectividad de la protección brindada por el muro de estacas previamente colocado al frente de los regimientos de arqueros ingleses.

### La ballesta

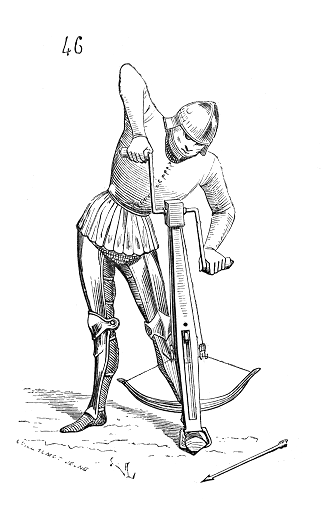
Recarga de la ballesta.

Los franceses confiaron más en las ballestas que en los arcos, y esta mala decisión le costó la vida a la mayoría de ellos.
Las ballestas de caza eran livianas y cortas, cómodas para usar desde un caballo. Las de guerra eran más largas y pesadas. El arco o duela era largo y fuerte y la culata lo igualaba en longitud.
El proyectil (virote, dardo o saeta) medía entre 30 y 45 cm y era más recio que las flechas. Podía tener un alcance semejante al de los arcos, pero su escasa cadencia de fuego (2-3 por minuto en el mejor de los casos) le restaba efectividad. Esa era la gran desventaja de la ballesta frente al arco largo, ya que este podía disparar 6 flechas aproximadamente por minuto. En Azincourt se usó en el tiro raso (horizontal), pero también al modo de un mortero, con trayectorias altas y parabólicas para atacar a los lanceros de retaguardia.
Recargar era una tarea penosa: podía hacerse con las manos, con un gancho atado al cinturón que el ballestero tensaba estirando la espalda, o por medio de un complicado torno.
Se disparaba oprimiendo un gatillo.

### Armas de fuego de mano
En Azincourt se utilizaron cañones de mano, pequeños tubos metálicos sujetos a un palo y cargados con pólvora, que se disparaban con una cerilla o una mecha lenta. Estas primitivas armas de fuego eran las antecesoras de los arcabuces y mosquetes. Conocidas como "truenos de mano" (al hacer un ruido seco y fuerte) eran muy imprecisas, y se considera que su alcance efectivo era inferior a los 20 metros. Su recarga era lenta y su uso peligroso, pues si tenía alguna grieta podía estallar en manos del usuario.

### Cañones y artillería
Bajo el mando del Jefe de Ingenieros Nicolás Merbury, la artillería inglesa jugó un papel fundamental en la caída de Harfleur.
En Azincourt, si bien los franceses tenían algunas piezas, los artilleros no tuvieron una importancia fundamental.

## Composición de los ejércitos en Azincourt
Debido a lagunas en la documentación histórica, todas las cifras son aproximadas.

### Ejército inglés

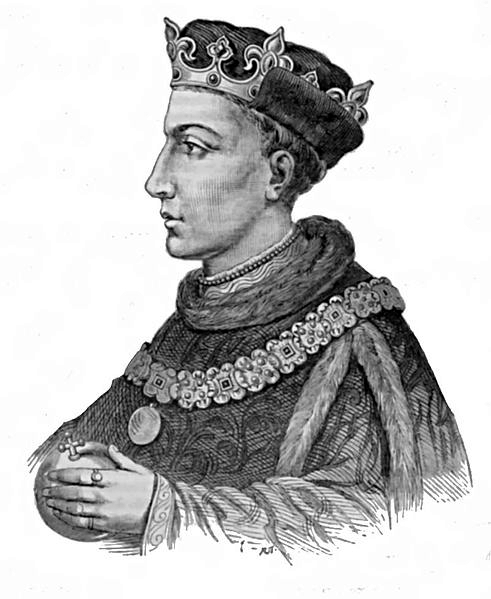
Enrique V

- Comandante en jefe: Enrique V de Inglaterra
- Grandes señores: 24
- Caballeros: 80
- Hidalgos, terratenientes y hombres de armas con derecho a utilizar escudo de armas: 1200
- Arqueros a caballo: 4128
- Arqueros a pie: 3771
- Maestros artilleros: 4
- Maestros carpinteros: 2
- Capellanes y sacerdotes: 29
- Juglares: 15
- Otros (incluyendo zapadores, artilleros, operarios, zapateros, armadores, herreros y cirujanos): 450

Total aproximado: 9704

### Ejército francés
- Comandantes en jefe: Condestable Carlos d'Albret y Mariscal Juan le Maingre (Boucicault)
- Grandes señores: 23
- Primera línea
  - Hombres de armas montados: 2400
  - Hombres de armas a pie: 8000
- Segunda línea
  - Hombres de armas a pie: 6000
  - Arqueros y ballesteros: 2000
- Tercera línea
  - Hombres de armas montados: 6000

Total aproximado: 24 425
Como se ve, la disparidad de fuerzas era notable y favorecía claramente al bando francés. Los historiadores ingleses medievales exageraron las fuerzas francesas, hablando de 60 000 a 150 000 franceses para dar mayor valor a su victoria.

## Los comandantes y jefes

### Ejército inglés
- Enrique V. El rey inglés fue nombrado caballero en un campo de batalla irlandés a los 12 años de edad por el rey Ricardo II. Años más tarde, un día antes de convertirse en príncipe de Gales, recibió un segundo espaldarazo de manos de su padre, Enrique IV. Esta segunda distinción le fue otorgada por sus victorias contra Escocia, Gales y dos ejércitos ingleses rebelados. Cuando murió su padre y Enrique fue coronado, en 1413, acumulaba una larga experiencia de batalla, había sido seriamente herido en el rostro y se había convertido en un estratega serio y minucioso y en un táctico de primera línea. Conocía la importancia de prestar atención a los pequeños detalles y lo esencial de cuidar la contrata de los soldados, la organización logística y los suministros de munición, pertrechos y alimentos. Era, además, un jefe valiente, duro y disciplinado, enemigo de los lujos y de los vicios; frío en el campo de batalla.
- Enrique de Beaufort. Tío del rey, se convirtió en su financiero. No solo le hizo préstamos millonarios para pagar la campaña de Francia, sino que actuó como jefe de reclutamiento.
- Conde de Arundel. Tesorero de Enrique. Organizó los pagos, abonó los contratos de los marinos y ocupó el cargo de jefe de suministros.
- Tomás Beaufort, Conde de Dorset. Jefe de la Armada de Enrique, comandó la flota que transportó las tropas al continente.
- Ricardo Courtenay, obispo de Norwich. Fue el jefe de inteligencia del ejército inglés. Sus espías pululaban por Francia e informaban a Enrique de todo lo que veían. Era un diplomático excelente, cargo con el que disimulaba sus actividades de espionaje.
- Nicolás Merbury. Jefe de suministros y materiales. Proveyó todo lo necesario en cuanto a equipos, munición, armas, monturas y avíos.

### Ejército francés

Armas del duque de Orleans

- Condestable Carlos d'Albret. Experto y decidido guerrero, se vio obligado a comandar el ejército al fallar todos los candidatos en la línea sucesoria del rey de Francia.
- Mariscal Juan le Maingre. Conocido por el sobrenombre de "Boucicault", se trataba de un duro veterano de las Cruzadas, eficiente y con un prestigio que había trascendido las fronteras de su país. Derrotado en la batalla de Nicópolis en 1396 mientras mandaba la Cruzada Borgoñona, defendió Constantinopla contra los ataques otomanos en 1399. En vida suya se compusieron poemas épicos y canciones en su honor. Comandó el ejército junto al condestable.
- David, señor de Rambures. Jefe de los Ballesteros del rey Carlos, tercero en la cadena de mando del ejército francés.
- Juan, duque de Borgoña. Llamado "Juan Sin Miedo", tercero en el escalafón real después de Carlos y el delfín Luis, estaba enfrentado con su colega el duque de Orleans. Tenía 44 años y escasa experiencia bélica.
- Carlos, duque de Orleans. No tenía mucha experiencia militar. Contaba 21 años y odiaba a Juan de Borgoña. En 1413 había derrotado a un ejército de ingleses y gascones en Soubise.
- Duque Juan de Alençon. Absolutamente incompetente como jefe militar, había fracasado en Bourges tres años antes de la batalla de Azincourt.

## Diferencias entre ambos mandos
Los ingleses poseían, como se ha visto, un mando único y coherente, un comandante veterano y competente y un grupo de jefes aguerridos y dedicados, con funciones y responsabilidades claras y perfectamente definidas.
Los franceses, por el contrario, llegaron al campo de batalla de Azincourt divididos, confundidos y enfrentados entre sí. El rey Carlos VI estaba enfermo desde hacía décadas y experimentaba frecuentes ataques de demencia que le impedían cumplir con sus deberes de comandante militar.
Los que le seguían en la línea de sucesión no eran mejores que él. Su hijo, el delfín Luis, tenía solo 19 años, estaba enfermo, carecía absolutamente de experiencia militar y los asuntos del ejército nunca le habían interesado.
El tercero y el cuarto en la línea, el duque Juan de Borgoña y Carlos, duque de Orleans, respectivamente, se detestaban a muerte porque el primero había asesinado al padre del segundo en 1413. A tanto llegaba su odio que Carlos asesinaría a Juan Sin Miedo como venganza en 1419. El quinto era Juan de Valois, duque de Alençon, inexperto y poco inteligente.
La solución que encontraron los consejeros de Carlos VI fue nombrar a d´Albret y Boucicault como comandantes (asistidos por David de Rambures, jefe de los Ballesteros de la Casa Real), pero sometidos a la supervisión de un consejo formado por los tres duques.
D´Albret y Boucicault establecieron un plan que hubiese sido correcto de haber prosperado: consistía en aplicar la táctica de la «tierra arrasada» frente a los ingleses, rehuir el combate abierto, retroceder obligándolos a alejarse de sus líneas de suministros y dejarlos perecer de hambre. Si los duques hubiesen dejado hacer a estos dos comandantes profesionales, el destino de la batalla de Azincourt podría haberles sonreído.
Pero los tres duques (hombres de alta cuna y nobleza, sobre los que los soldados profesionales pero plebeyos, como Boucicault y d'Albret, no tenían ninguna autoridad ni control) desautorizaron a los comandantes y les ordenaron enfrentarse a Enrique en Azincourt. Los militares de carrera debieron obedecer, aun pensando que el resultado sería funesto.
A pesar de todo, prepararon el combate lo mejor que supieron durante los días anteriores. Sin embargo, el 24 de octubre d'Albret y Boucicault, agobiados por la continua interferencia de los incompetentes miembros del triunvirato de duques, prácticamente se habían resignado y ya no daban órdenes a nadie.
El ejército francés estaba desorientado y carecía ahora de jefes, mientras las disciplinadas tropas de Enrique se acercaban a paso redoblado.

## Nobles presentes en el campo de batalla y contribuciones de cada uno
Las cifras iniciales indican los hombres llevados a la campaña de Francia por cada uno de los señores. Los números entre paréntesis representan los que, según las crónicas, estuvieron presentes en Azincourt. Puede que los restantes hubiesen estado enfermos o sido muertos o heridos.

### Ejército inglés
- Eduardo, duque de York. Tío de Enrique V, Caballero de la Orden de la Jarretera desde 1387 y veterano de la campaña de Escocia.
  - 100 hombres de armas y 300 arqueros a caballo.
- Tomás, duque de Clarence. Segundo hijo de Enrique IV (por lo tanto hermano menor de Enrique V), de 27 años de edad. Veterano de la anterior campaña de Francia en 1412, se destacó en Harfleur.
  - 240 hombres de armas y 720 arqueros a caballo.
- Humberto, duque de Gloucester. Cuarto hijo de Enrique IV, hermano del anterior y del rey Enrique V.
  - 200 hombres de armas (142 llegaron con vida a Azincourt) y 600 arqueros a caballo (406 en Azincourt).
- Tomás de Montagu, conde de Salisbury. Titular de la Orden de la Jarretera nacido en 1388.
  - 40 hombres de armas y 80 arqueros montados.
- Eduardo Mortimer, conde de March. Se destacó en Harfleur.
  - 60 hombres de armas (29) y 160 arqueros a caballo (102).
- Juan de Holland, futuro conde de Huntingdon. Distinguido en Harfleur.
  - 20 hombres de armas (16) y 60 arqueros a pie (35).
- Juan Moubray, conde Marshall de Nottingham. Nacido en 1392, enfermó en Harfleur.
  - 50 hombres de armas (33) y 150 arqueros a caballo (80).
- Guillermo, barón de Clinton.
  - 20 hombres de armas y 40 arqueros.
- Guillermo, barón Ferrers de Groby.
  - 12 hombres de armas (5) y 36 arqueros de a pie (9).
- Gilberto, barón de Talbot. De 32 años, asistente de Enrique cuando el rey era Príncipe de Gales.
  - 30 hombres de armas (20) y 90 arqueros de a pie (55).
- Juan, barón de Roos.
  - 20 hombres de armas (9) y 40 arqueros a pie (22).
- Tomás, lord Camoys. Veterano experimentado en las campañas de Escocia, Gales y Francia bajo el mando de Enrique IV. Mandaba el ala izquierda del ejército inglés en Azincourt.
  - 30 hombres de armas (24) y 69 arqueros montados (60).
- Sir Juan Cornwall. Tío de Enrique V por matrimonio. Soldado veterano con un cuarto de siglo de experiencia, extraordinariamente valiente. Mandaba la vanguardia del ejército inglés.
  - 30 hombres de armas y 90 arqueros de a pie.
- Sir Juan Harrington.
  - 30 hombres de armas (22) y 90 arqueros montados (86).
- Sir Juan Grey. Contuvo el avance de los franceses que intentaban incendiar las líneas de asedio frente a Leure en Harfleur.
  - 35 hombres de armas y 96 arqueros (96).
- Sir Roberto Babthorp. Controlador de la casa real.
  - 6 hombres de armas (5) y 18 arqueros de a pie (15).
- Sir Tomás de Strickland. Portaestandarte de San Jorge.
  - 2 hombres de armas (1) y 6 arqueros de a pie.
- Sir Walter Hungerford. Hidalgo que enfrentó a Enrique para exigirle 10.000 arqueros más en la víspera de la batalla.
  - 20 hombres de armas (17) y 60 arqueros montados (55).
- Sir Gilberto Umfravielle. Nacido en 1390, era el hombre de confianza del rey, caballero de la Cámara Real y comandante de la vanguardia con Juan Cornwall.
  - 20 hombres de armas y 90 arqueros montados.
- Sir Gerardo Ufflet.
  - 20 hombres de armas (9) y 60 arqueros montados (33).
- Juan Cheyney. Hidalgo y escudero personal de Enrique V.
  - 4 hombres de armas y 2 arqueros a pie (0).
- Tomás Chaucer. Hidalgo e hijo de Geoffrey Chaucer, celebérrimo poeta y estadista inglés.
  - 9 hombres de armas (2) y 37 arqueros montados (36).

### Ejército francés

Armas de Carlos de Artois

- David, Lord de Rambures. Gran Maestro de los Ballesteros, ejercía ese cargo desde 1412. Tercero en la línea de mando después de d'Albret y Boucicault. Combatió en la división principal.
- Carlos, duque de Orleans.
- Juan Sin Miedo, duque de Borgoña.
- Duque Juan de Alençon. Dirigía la Segunda División del ejército francés.
- Eduardo, duque de Bar. Participó en la Segunda División.
- Antonio, duque de Brabante. Se trata del hermano menor de Juan Sin Miedo.
- Carlos de Artois, conde de Eu.
- Felipe, conde de Nevers. Hermano de Juan Sin Miedo, duque de Borgoña.
- Arturo, conde de Richemont.
- Luis, conde de Vendôme. Comandaba la caballería del ala izquierda.
- Federico I de Vaudémont, conde de Vaudemont. Combatió en el cuerpo principal.
- Enrique, conde de Blamont. Combatió en el cuerpo principal.
- Roberto, conde de Marle. Jefe de la Tercera División.
- Eduardo, conde de Grandpre.
- Juan, conde de Roucy. Combatió en la división principal.
- Juan, vizconde de Bellier. Combatió en el ala izquierda.
- Juan, vizconde de Breteuille.
- Jacques, Lord de Dampierre. Almirante de la flota francesa, combatió en el frente.
- Jacques, Lord de Crecuy. Mariscal de Guienne.
- Roberto, Lord de Beaumesnil.
- Jacques, Lord de Aumont. Llamado "El Peleador", luchó en el ala izquierda de caballería.
- Guichard Dauphin, Lord de Jaligny. Gran Maestre de la Casa Real. Se destacó por bloquear el vado en Blanchetacque. Combatió en la división principal.
- Luis de Borbón. Hijo de Lord Preaux. Participó en la carga de caballería del ala izquierda.

## Reclutamiento y sistemas de mando

### Ejército inglés
A pesar de que la leva feudal o reclutamiento forzoso había estado en boga hasta tiempos de Eduardo III, Enrique estableció el sistema de contratos: cada señor era contratado para llevar a la campaña una determinada cantidad de lances, compuestos por sus hidalgos, hombres de armas, arqueros, etcétera, sin olvidarse de él mismo. Estos contratos eran remunerados con determinadas cantidades de dinero, siendo el salario diario de los arqueros la mitad que el de los hombres de armas. Algunos cronistas apuntan que Enrique no hizo esto por afán de progreso, sino simplemente porque la leva feudal tenía una duración de solo cuarenta días, duración que era claramente insuficiente para una campaña como la de Francia.
El comando operaba haciendo mover los estandartes de cada división hacia el punto deseado, de modo que los lances que le correspondían pudiesen seguirlo. El tipo de organización inglés hacía que cada vasallo estuviese casi siempre al mando de su propio señor, lo que proporcionaba confianza a las tropas y aumentaba la moral del ejército.
Enrique había comprendido que la confusión en el campo de batalla era aún más letal que las flechas enemigas, por lo que obligó a que los estandartes marcharan con mucha lentitud. De este modo, ningún lance perdió de vista a su estandarte en Azincourt, y todos pudieron seguir al suyo y llegar al sitio estipulado en el momento oportuno.

### Ejército francés
El sistema francés, aunque parecido, no estaba tan evolucionado. Se basaba más bien en la llamada a los reservistas que en los contratos, y estaba pensado para una guerra defensiva.
Los duques hicieron juntar una enorme fuerza de hombres mal entrenados, desoyendo el consejo de d'Albret y Boucicault, que preferían fuerzas pequeñas, móviles y profesionales.
El día señalado, la desorganización fue tan grande que miles de hombres de a pie confundieron el sitio del campo de batalla y formaron en Ruisseauville en lugar de hacerlo en Azincourt. Cuando comprendieron su error y corrieron al combate, la batalla había terminado y los ingleses se paseaban por el campo rematando a los heridos.

## Últimos preparativos
La decisión de Enrique de combatir en Francia no era en absoluto apresurada. Dos años antes de Azincourt, en 1413, su Jefe de Armamento, Nicolás Merbury, ya había recibido órdenes de acumular duelas de arco y fabricar flechas. Se fundían piezas de artillería en Brístol y Londres, y todo barco que pasaba cerca de Inglaterra era requisado por la gente de Enrique con la intención de constituir la enorme flota que llevaría a su ejército a través del canal de la Mancha.
Rotas las negociaciones en las que proponía al rey de Francia casarse con su hija y fracasada la alianza militar que había intentado con el duque de Borgoña, la flota de Enrique se hizo a la mar desde Southampton en julio de 1415. El rey iba en su buque insignia, el Trinité Royale.
Dos días más tarde, la flota inglesa ancló en el estuario del Sena. Desembarcaron al día siguiente y se dirigieron a la cercana ciudad amurallada de Harfleur, que con sus poderosos bastiones controlaba el puerto.

## Harfleur
La primera orden que Enrique V dio a sus jefes y soldados al desembarcar en el estuario del Sena frente a las puertas de Harfleur fue la siguiente: quedaban prohibidos, bajo pena de muerte, el pillaje, el saqueo, los incendios, las violaciones y todo tipo de molestias a la población civil. Más allá de la bondad o maldad intrínseca de su carácter, que no se conoce más que a través de los cronistas, la directiva tenía un fin muy concreto: Enrique no creía estar conquistando terreno enemigo, sino recuperando tierras propias usurpadas por los franceses.
El ejército inglés estableció su puesto de mando sobre el lado oeste de la poderosa ciudad amurallada de Harfleur y Enrique decidió rodearla para un asedio en toda regla. El rey envió al duque de Clarence, su hermano, a dar la vuelta a la muralla hasta el lado este y montar allí otro campamento.
En el trayecto, Clarence interceptó un convoy de suministros francés al mando del hijo de Lord Gaucourt, Ralph, y rápidamente se hizo con él y las armas, flechas, pólvora y ballestas que transportaba.
Enrique comenzó el trabajo de demolición de las murallas con sus cañones, que arrojaban piedras de 250 kg bañadas en brea ardiendo, y trató de cavar túneles (minas) bajo los paredones. Sin embargo, la topografía del terreno permitía que los defensores les viesen, y por ello muchos artilleros y servidores de las piezas murieron durante la recarga de sus armas, y los zapadores fueron ahogados al inundar los franceses las zanjas junto a las murallas.
La superioridad numérica inglesa era, empero, abrumadora. Un mensajero solitario logró salir de la ciudad y entregó al delfín Luis una carta en la que se le solicitaban refuerzos. La Corona francesa, a pesar de todo, no hizo nada para salvar a Harfleur de la debacle.
Pero el peor enemigo de los ingleses no tardó en aparecer: en los brezales y pantanos que rodeaban la ciudad bullía la disentería, que pronto hizo presa en los sitiadores. La diarrea que provocaba era líquida y hemorrágica, y nadie quedó libre de ella. Hasta los nobles y señores, que se veían obligados a beber el agua donde defecaban los enfermos, pronto se contagiaron. Las bacterias pasaron a los peces que nadaban en las aguas y a los moluscos de la costa, que constituían el alimento principal de los ingleses, y los resultados fueron funestos.
A pesar de estas dificultades, Juan Holland consiguió capturar alrededor del 15 de septiembre el bastión que guardaba la puerta principal de Harfleur, y de ese modo los defensores comprendieron que su suerte estaba sellada. Se rindieron el día 23, luego de cinco semanas de asedio.

### Bajas inglesas en Harfleur
- Conde de Arundel, muerto de disentería.
- Ricardo Courtenay, obispo de Norwich, muerto de disentería.
- Conde de Suffolk, muerto de disentería.
- Otros 2.000 hombres, muertos de disentería.
- Duque de Clarence, enfermo, evacuado a Inglaterra.
- Juan Mowbray, conde Marshall, conde de Nottingham, enfermo, evacuado a Inglaterra.
- Conde de March, enfermo.
- Michael de la Pole (1367-1415), II Conde de Suffolk.
- Otros 2.000 hombres, enfermos, evacuados a Inglaterra.

### Fuerzas sobrevivientes para el resto de la campaña
- Hombres de armas: 1500
- Arqueros: 6000

Enrique nombró al conde de Dorset jefe de la guarnición de Harfleur, le dejó 500 hombres de armas y 1000 arqueros para defender Harfleur, su puerta de salida hacia Inglaterra, con lo que al rey solo le quedaban 900 hombres de armas y 5000 arqueros para seguir luchando, y, levantando el estandarte de San Jorge, se dirigió con sus menguadas fuerzas a Calais.

## La marcha hacia Azincourt

### El Somme, cerrado
Ciento sesenta kilómetros separaban a las tropas de Enrique de Calais: los suministros eran escasos y el ejército debía hacer numerosas paradas en atención a la diarrea de los soldados enfermos.
Así como su fuerza estaba debilitada y confundida por la enfermedad, la de Carlos VI lo estaba por la ya citada falta de liderazgo. En medio de la debacle organizativa, el anciano Duque de Berry estaba intentando asumir la dirección y reconstituir la cadena de mando, gravemente afectada por la interferencia de los tres duques en desmedro de la autoridad de los comandantes.
Mientras esto sucedía, Enrique, que necesitaba atravesar el río Somme, descubría con desesperación que el vado de Blanchetacque estaba bloqueado con estacas y cadenas y que, al otro lado, el condestable d'Albret con 6000 hombres obstruían el paso hacia Abbeville. Para peor, la orilla opuesta se encontraba defendida también por la fuerza que comandaba Guichard Dauphin, señor de Jaligny.
Los franceses se habían ocupado de destruir los puentes y cerrar los vados, por lo que la única alternativa de Enrique parecía ser continuar hacia el sur, hasta rebasar las nacientes del río. Este itinerario representaba aumentar la marcha en otros cien kilómetros.

### El cruce del río
Era esencial para los ingleses cruzar el río, y hacerlo pronto. El día 17 Enrique giró hacia el norte y recibió una buena noticia: entre Voyennes y Bethencourt existían unos vados practicables.
El día 19 a las 8 de la mañana, la vanguardia del ejército inglés comenzó a vadear el Somme, comandada por Sir Gilberto Umfraville y Sir John (Juan) de Cornwall. El río tenía en ese punto orillas pantanosas, pero medía solo 200 m de ancho y la corriente era débil. Con el agua a la cintura, las tropas consiguieron llegar al otro lado.
La fuerza principal inició el cruce al mediodía, con el mismísimo Enrique V parado en la orilla y "dirigiendo el tránsito" para regular el flujo de hombres y caballos, en una acción que luego repetiría el general estadounidense George S. Patton durante la Segunda Guerra Mundial.

### Los franceses atacan
Conscientes de que la acción se complicaba, los franceses atacaron entonces, lanzando grupos de jinetes sobre la cabeza de la fuerza principal que acababa de cruzar el río. Pero a las 5 de la tarde, ya todos los ingleses se encontraban en la margen oriental del Somme y había quedado claro que los esfuerzos de las pequeñas agrupaciones de caballería gala serían ya infructuosos.

### El último esfuerzo
El 21 de octubre de 1415, las fuerzas de Enrique se pusieron en marcha otra vez, encontrando las huellas de un enorme contingente francés. Los especialistas ingleses determinaron, por la cantidad de pisadas, que los franceses les superaban en número de 1 a 3. Ello dibujó una triste perspectiva para la dramática situación de los hombres, que llevaban semanas hambrientos, enfermos y agotados, alimentándose con poco más que bayas de los bosques. Además, los franceses se desplazaban por delante de ellos, anticipándose en un día de ventaja, lo que les permitiría elegir el campo de batalla que más les conviniera.
Venciendo las adversidades, Enrique no se arredró: cruzó un nuevo río (el Ternoise), enviando unos exploradores a los alrededores. A su regreso, le informaron que una gran concentración de tropas enemigas se encontraba a menos de 4 km a su derecha.
Los franceses, conscientes de la cercanía del ejército de Enrique, se aproximaron hasta que los separó apenas una franja de terreno de unos 800 metros. El rey inglés acampó en Maisoncelles, y desde sus campamentos los británicos podían escuchar los movimientos de los caballos enemigos, mientras sus cuidadores los preparaban para pasar la noche.
Era la noche del 24 de octubre de 1415. La batalla se libraría al día siguiente.

## Azincourt

### El campo de batalla
Al amanecer del 25 de octubre de 1415, Enrique llevó a sus tropas desde la población de Maisoncelles hasta un enorme campo entre dos bosques, situado a menos de 1600 metros del sitio donde había pasado la noche.
El terreno (lo que hoy se conoce como el "campo de batalla de Azincourt") era de mala naturaleza y no ha cambiado en seis siglos. Está hoy, como lo estaba entonces, lleno de piedras y malezas, con solo algunos sectores arados con poco cuidado.
En un extremo de este erial esperaba a Enrique el monstruoso ejército francés.

### El plan inglés
El rey inglés desplegó su frente en el extremo opuesto del terreno y, siguiendo con la táctica usual de los ejércitos ingleses en la guerra de los Cien Años (que ya les había reportado grandes beneficios en la batalla de Crécy), colocó tres cuerpos de hombres de armas en el centro y dos grandes «cuñas» de arqueros en los lados, adelantadas en ángulo con respecto a sus compañeros, para componer una especie de «manga» o «embudo» desde donde poblar de fuego convergente a los atacantes que avanzaran sobre ellos.
En un rapto de inspiración genial, Enrique pensó que la caballería francesa intentaría atacar a los arqueros desde los flancos. Por ello ordenó que cada arquero se proveyera de una estaca de 1,80 m de longitud, afilada por ambos extremos y clavada en el suelo apuntando en ángulo hacia el enemigo. Estas estacas, así como unas estructuras de madera llamadas «gradas», con estacas en los vértices, salvaron la vida de los arqueros, demostrando constituir una defensa impenetrable para la caballería. La empalizada de estacas puntiagudas constituía un sistema de protección sólido pero, a la vez, móvil y flexible: dependiendo de la evolución táctica de la lucha, el arquero inglés podía cambiar su ubicación, llevándose su grada o estaca, para volver a colocarla en un nuevo lugar y continuar tan protegido como antes en la nueva posición. Ningún poderoso caballo de guerra se atrevería a cargar sobre él. Un testigo presencial indica que las puntas de las estacas debían quedar a la altura de la cintura del arquero, es decir, apuntando directamente al vientre del caballo atacante.

### El plan francés

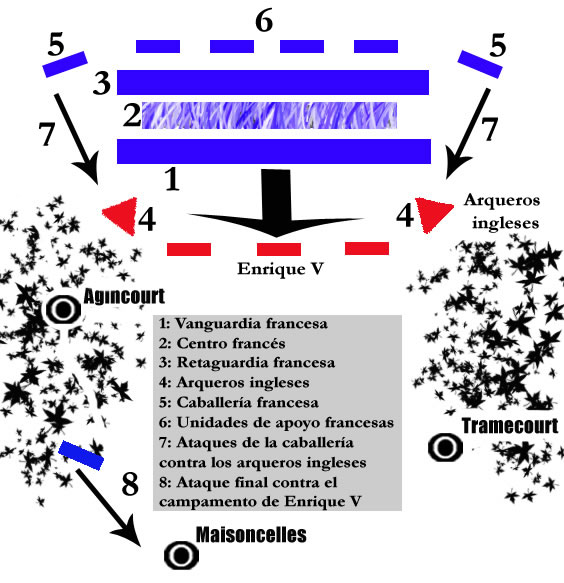
Mapa táctico de la batalla

Los franceses no esperaban la determinación de Enrique al plantarles cara, ocupar el extremo opuesto del campo de Azincourt y obligarlos a combatir durante ese día.
Durante la noche anterior, los espías franceses habían certificado que superaban a sus enemigos tres o más a uno, y pensaban que se podría amenazar y presionar a Enrique para obligarlo a aceptar un armisticio humillante.
En los días anteriores, d'Albret había movilizado a sus tropas y se había reunido con las de Boucicault el día 13, conformando el gigantesco ejército que Enrique tenía ahora frente a sí.
Los jefes franceses dispusieron en Azincourt una vanguardia de solo 6000 hombres (menor que la de los ingleses). Sin darse cuenta de que Enrique había adivinado su intención, los dos comandantes en jefe ordenaron a la caballería que, apenas comenzada la lid, se lanzaran sobre los arqueros ingleses en los flancos. Sus espías no podían saber nada de las estacas y las gradas, lo que resultó funesto para el resultado de la lucha.
Boucicault y d'Albret establecieron sus estandartes en el centro de su frente, a izquierda y derecha, respectivamente. A la derecha, colocaron una gran fuerza de hombres de armas a pie dirigida por el Señor de Richemont, y otra equivalente a la izquierda bajo las órdenes de Vendôme y Jaligny. Apoyaban al ala derecha las tropas de los señores de Combourg y Montauban. Debido a lagunas documentales no se sabe con certeza dónde ubicaron a los hacheros y alabarderos, pero posiblemente los hayan situado detrás de ambas alas.
La artillería fue colocada, para no castigar a sus soldados con fuego propio, delante de los hombres de armas, mientras que una gran fuerza de caballería (más de mil jinetes) se situó aparte del resto de las tropas, en el extremo izquierdo y ligeramente atrás. D'Albret y Boucicault entregaron el mando de este escuadrón al Señor de Rambures y Jefe de los Ballesteros de la Casa Real, David, cotriunviro suyo en el mando del ejército. David reclutó a su millar de jinetes entre la nobleza más granada de las demás compañías. Fue este grupo el encargado de atacar a los arqueros ingleses.
Otros doscientos jinetes (hombres de armas de primer nivel) con la mitad de los pajes montados en los mejores caballos remanentes de sus señores, mandados por Lord Bosredon, fueron comisionados para flanquear a los ingleses y atacarlos por retaguardia.
El plan de batalla francés (autógrafo y cuyo original se conserva) dice: «En el momento en que (David de Rambures) se disponga a atacar a los arqueros, las divisiones de a pie y los flancos deberán ponerse en marcha y avanzar juntos: esta división estará formada por la mitad de los pajes (la otra estaba con los doscientos jinetes)». Los de Bosredon debían atacar a la retaguardia inglesa en el mismo momento, esto es, cuando David de Rambures se lanzara contra las cuñas de arqueros en los flancos ingleses.
Es decir que el plan francés constaba de tres partes:
- I: atacar a los arqueros ingleses y ponerlos en fuga;
- II: crear confusión atacando al mismo tiempo por retaguardia; y
- III: avanzar coordinadamente con los hombres de a pie, el resto de la caballería y los hombres de armas a pie y a caballo, acercándose a los ingleses hasta establecer contacto y derrotarlos fácilmente.

### Diplomacia y negociaciones
Parece cierto que Enrique V se sentía remiso a entablar combate ante la enorme disparidad numérica que lo perjudicaba. Por ello, en la misma madrugada y con ambos ejércitos ya desplegados en el campo de batalla, buscó la negociación con los franceses.
Se le respondió que la única manera de evitar una matanza consistía en renunciar a sus pretensiones a la corona de Francia y devolver la recién conquistada ciudad de Harfleur. Si hacía lo que se le pedía, se le permitiría conservar sus posiciones en Guyena.
Esto exasperó a Enrique, que respondió exigiendo Guyena, cinco ciudades del condado de Ponthieu, la mano de la princesa Catalina (hija del rey Carlos VI) y nada menos que 300 000 coronas de dote. Aunque esta petición pueda parecer desmedida, era de una gran moderación comparada con sus anteriores exigencias de ser nombrado rey de Francia.
Pasadas dos horas, ya eran las ocho de la mañana y los ingleses no habían recibido respuesta. Por lo tanto, Enrique decidió pelear.

### Avance y despliegue inglés
El jefe inglés ordenó desclavar las estacas de madera y que sus tropas avanzaran organizada y lentamente, pues había llovido esa noche y el terreno estaba resbaladizo e inseguro. Los soldados, tras arrodillarse para besar el suelo francés, hicieron lo ordenado y avanzaron por el campo arado. Aproximándose hasta unos 200 m del ejército enemigo (lo necesario para quedar fuera del alcance de sus arcos), Enrique V mandó que se clavaran nuevamente las estacas de protección de los flancos de arqueros y que se adoptaran las posiciones de combate.
El rey, situado en el centro de la formación, estaba defendido por 900 hombres de armas. A su alrededor se disponían, en orden de batalla, sus nobles con los estandartes de la Trinidad y sus colores de armas, de San Jorge y de San Eduardo. Se exhibían también los estandartes de sus jefes y consejeros: Kent, Roos, Gloucester, Huntingdon, Oxford, York, March y Cornwall.
Enrique V, montado en su pequeño caballo gris y despojado de las espuelas (señal de que pensaba desmontar y luchar a pie, ya que era muy inseguro hacerlo con ellas colocadas), dirigió un discurso a sus hombres, recordando que el rey de Francia había ordenado cortar tres dedos de la mano derecha de cada arquero inglés que se capturase con vida, de modo que nunca más pudiera empuñar su arma.
Dispuso sus flancos (integrados, como se ha dicho, por expertos arqueros) apoyados y protegidos por los dos bosques que cercaban el campo y por las defensas móviles de las estacas afiladas, avanzando unos metros más y preparando cuidadosamente el «embudo» para la temible caballería francesa.

### Avance y despliegue francés
D'Albret, Boucicault y Rambures organizaron su fuerza en tres divisiones: la vanguardia, el centro y la retaguardia. Los historiadores de la época refieren que las fuerzas sumaban entre 30 000 y 150 000 hombres (si bien la primera cifra parece más razonable, ciertamente se trataba de un número inmenso de combatientes, entre dos y seis veces mayor que el de los ingleses).
La vanguardia contaba con 8500 hombres de armas, 1500 ballesteros y 4000 arqueros. La dirigía personalmente el Condestable de Francia, Carlos d'Albret, asistido por los duques de Orleans y Borgoña, los condes de Eu y Richemont, su comandante Boucicault, el almirante de Francia y el señor de Dauphin. Modificando el plan inicial, se dieron nuevas órdenes a David para que, en lugar de ocupar el lugar asignado a la izquierda y detrás de la fuerza de ataque, fuera en la vanguardia de la formación. Vendôme debía reemplazarlo en el flanco izquierdo, con 1.600 hombres.
Por la derecha formaba el señor de Brabante, al mando de una fuerza de 800 guerreros escogidos. Intercalados entre los hombres de estas dos fuerzas de flanco se aprestaban al combate valientes nobles franceses como Guillermo, Héctor y Felipe Paveuse (hermanos); Lanion de Launay, Ferry de Mailly, Allain de Vendonne y Aliaume de Gapaines, entre otros.
El centro del ataque francés era igual o ligeramente inferior a la vanguardia. Sumaba entre 3000 y 6000 hombres de armas y servidores armados, todos ellos a las órdenes de los duques de Bar y Alençon y de los condes de Nevers, Roussy, Grand-pré, Vaudemont, Salines y Blaumont. Según algunos cronistas, los artilleros estaban en esta sección, así como los arqueros y ballesteros. Fuentes francesas de la época señalan que no llegaron a disparar ni una sola flecha o venablo.
La retaguardia estaba compuesta por unos 8000 a 10 000 hombres de armas montados. Los acompañaban entre 16 000 y 20 000 no combatientes armados.
En estas condiciones se entabló la batalla.

## La batalla de Azincourt

### Fase I: avance inglés y carga de caballería francesa

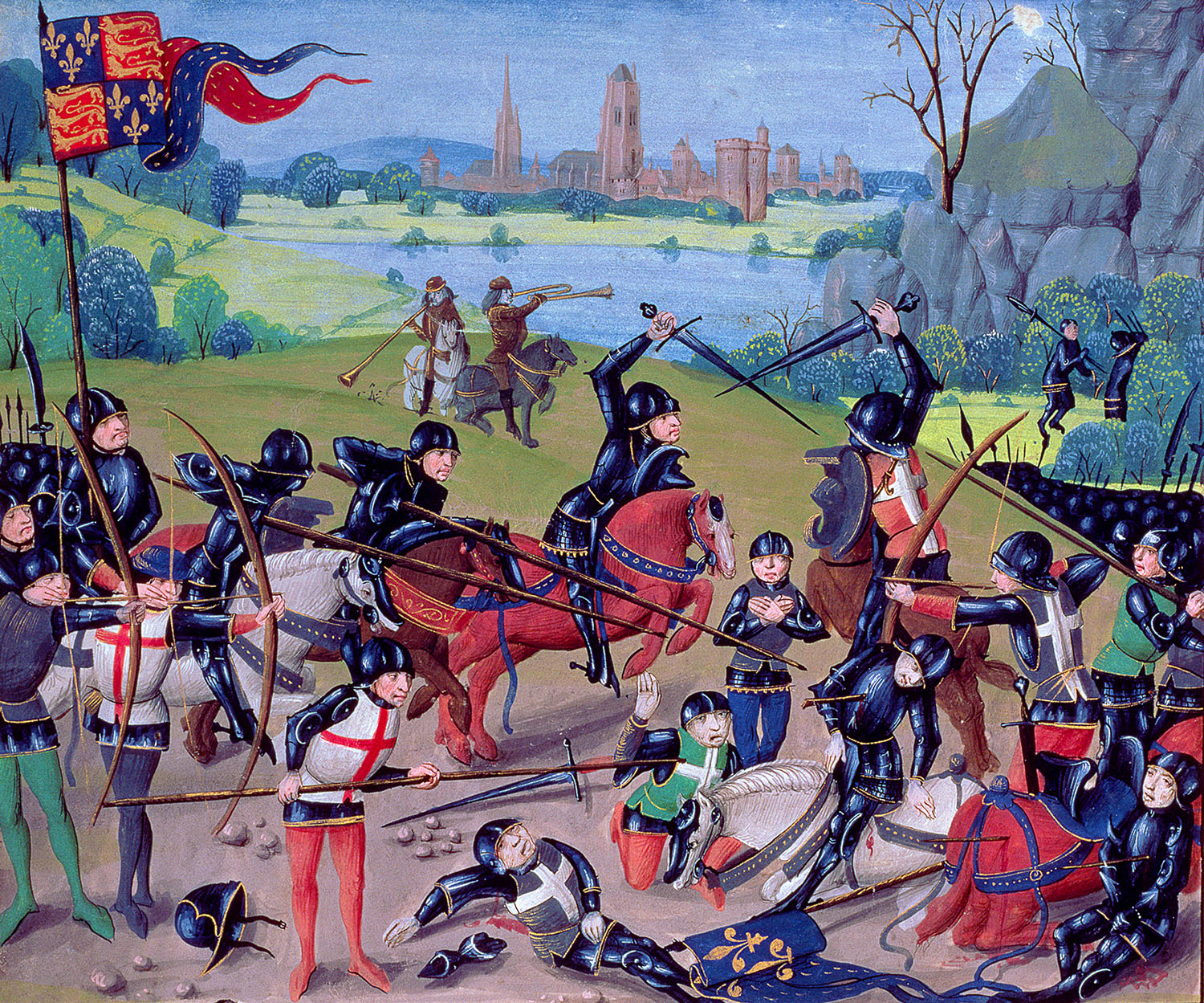
Batalla de Azincourt

Con ambos ejércitos distanciados, Enrique ordenó el avance de sus tropas. Como se ha indicado anteriormente, a unos 200 metros del enemigo los arqueros formaron las cuñas de los flancos y clavaron nuevamente sus afiladas estacas en el suelo, preparando las empalizadas defensivas contra la caballería. Acto seguido, con una formidable cadencia de tiro, cubrieron con inmensas y sucesivas nubes de flechas el avance enemigo.
Se cree que este diluvio de muerte que descendía del cielo estimuló a los franceses a entrar en acción. Los ballesteros intentaron contraatacar, pero debieron retirarse por la superioridad del ataque de los arqueros ingleses.
A continuación, d'Albret ordenó la carga de la caballería contra los flancos donde se parapetaban los arqueros, pero la misma constituyó un terrible fracaso: de los 800 jinetes del ala derecha solo atacaron 160, mientras que entre los 1000 del flanco izquierdo se produjeron deserciones semejantes. La inteligente decisión táctica de Enrique —de apoyar a sus arqueros contra los dos bosquecillos— hicieron comprender a los caballeros la imposibilidad o inutilidad de los ataques sobre los flancos. Neutralizadas las cargas de caballería, la fuerza encargada de atacar la retaguardia inglesa hubo de desistir también de cumplir con la tarea asignada.
Entre los que atacaron con valentía se encontraba Guillermo de Saveuse, cuyo caballo quedó empalado contra las estacas de madera; la fuerza inercial del impacto hizo volar al jinete sobre su cabalgadura para caer en medio de los arqueros enemigos. Uno de ellos tomó su daga de "misericordia" y lo mató rápidamente.

### Fase II: ataque principal de las tropas francesas ymelée
La fuerza del centro francés, aún no excesivamente castigada (aunque sí confundida por el fracaso del ataque de la caballería sobre los flancos), intentó entonces avanzar hacia los estandartes del rey Enrique V (centro del ataque inglés), con la finalidad de capturarlo o eliminarlo. La práctica era habitual en las guerras medievales, donde la baja en combate del rey podía inducir la rendición de sus tropas y el final de la lucha o, en caso de ser hecho prisionero, el derecho al cobro de un cuantioso rescate, el cual resarciría económicamente a sus captores.
Cortando las astas de sus lanzas, los hombres avanzaron sin guardar el orden de las filas. No obstante, el fracaso del ataque anterior les había condenado de antemano a la derrota, pues las formaciones de arqueros ingleses estaban intactas y conservaban su gran potencia de tiro. A medida que los franceses se iban internando en el "embudo" que conducía hacia la vanguardia inglesa eran masacrados por sucesivas "lluvias de flechas", las cuales sembraban el caos y la muerte entre las tropas francesas.
Cuando los sobrevivientes hubieron llegado a distancia de "una lanza" de sus enemigos, comenzó el combate cuerpo a cuerpo. La lucha fue feroz: el duque de York recibió un golpe en el casco que le rompió el cráneo y lo mató instantáneamente. Los dieciocho guerreros franceses que se habían juramentado para matar a Enrique V murieron enseguida, pero alguien (posiblemente el duque de Alençon) consiguió asestar al rey un golpe de maza en el casco, abollándolo y arrancándole los adornos. De haber llevado la cabeza desnuda, hubiese perdido la vida. El duque de Oxford cayó moribundo, junto a Enrique, y este debió luchar duramente contra dos soldados franceses para evitar que remataran al herido, cosa que logró.
En ese momento, los arqueros ingleses comprendieron que sus arcos no tenían ya utilidad, porque en la salvaje melée (combate cuerpo a cuerpo desordenado e informe) tenían tantas posibilidades de acertarle a un amigo como a un enemigo. Por lo tanto, se deshicieron fríamente de ellos y, empuñando las espadas, hachas y mazas, se lanzaron también al fragor de la lucha. Los arqueros carecían de armadura, hecho que constituyó una ventaja determinante en el enfrentamiento con los caballeros franceses, quienes, encerrados en sus pesadas armaduras, tenían muchas dificultades para desplazarse —o incorporarse una vez derribados— en el fangoso lodazal en el que se había convertido el arcilloso terreno de la batalla. En pocos minutos los mataron a todos.
Por otra parte, el sentido del honor de los caballeros franceses les llevó a menospreciar los riesgos de rendirse en la lucha: equivocaron su concepto de que la melée era un duelo honorable, un lance singular uno contra otro en el que, al encontrarse vencido, se podía arrojar al suelo las armas o el guante y esperar un trato justo. Como es natural, los ingleses (muchos de ellos agotados y enfermos y, para colmo, campesinos e iletrados) no opinaban lo mismo. El duque de Alençon murió por este motivo: tras haber luchado con Enrique V, súbitamente le entregó sus armas. Enrique, sorprendido, las aceptó. Cuando Alençon inclinó la cabeza en gesto de agradecimiento, fue rápidamente degollado por un arquero inglés que había echado mano a su afilada daga. A muchos otros nobles franceses les sucedieron desgracias similares.
La segunda división francesa se sumó a la primera y fue también masacrada; la tercera, aún montada, decidió que lo mejor era retirarse prudentemente y se alejó al galope del campo de batalla.
Ninguno de los dos jefes franceses estaba ahora en situación de recomponer su formidable ejército (que aún continuaba superando largamente en número a los ingleses): d'Albret había muerto en la melée y Boucicault había sido capturado. En todo el frente de batalla, la vanguardia francesa era un mar de confusión y caos, y los hombres y sus cabalgaduras caían, huían o morían masivamente.

### Fase III: la matanza
La batalla de Azincourt había comenzado y concluido en apenas media hora. Llegaba el mediodía y los ingleses reunían a sus prisioneros, saqueaban a los muertos y hacían cuentas acerca de los suculentos rescates que obtendrían por las vidas de los nobles capturados. Hasta aquí, el final no se diferenciaba en nada de los de otras batallas medievales.
Pero a primera hora de la tarde sucedió algo inesperado. El señor de toda aquella zona, Isembart de Azincourt, junto con Robinet de Bournonville, Riflart de Clamasse y otros hombres de armas autóctonos, atacaron por cuenta propia la retaguardia de Enrique y, aprovechando la relajación de la victoria, irrumpieron en su campamento, matando a sus ocupantes (pajes y personal no combatiente) y apoderándose de los bienes y bagajes, incluyendo la corona regia y la espada incrustada de joyas del rey.
Al mismo tiempo, los jinetes de la tercera división francesa, aquellos que se habían dispersado y huido sin combatir, se arrepintieron de su conducta, conscientes del deshonor que se estaban infligiendo a sí mismos. Los condes de Marle y Fauquenbergh, apoyados por los señores de Chin y Louvroy, reunieron a 600 de aquellos hombres de armas fugitivos y llevaron a cabo un último ataque montado que, como los anteriores, se estrelló contra las defensas de estacas puntiagudas, siendo dispersado por los arqueros y terminado con espadas y misericordias.
Enrique V dirigía este último combate. Estaba furioso, ya que la batalla podía darse por concluida y el postrer ataque francés no tenía razón de ser. En ello, fue informado del ataque a su campamento, con sus asesinatos, robos y saqueos. Ante este hecho, más propio de bandidaje que de lid guerrera, el rey perdió la calma (por primera vez en toda la campaña) y, encolerizado, tomó una decisión que los historiadores, pasados seis siglos, aún le siguen recriminando.
De inmediato, Enrique ordenó pasar por las armas a todos los prisioneros. Los nobles y caballeros ingleses consideraron la orden como poco honorable y se negaron a cumplirla, además de que perderían ocasión de cobrar excelentes rescates por ellos, incluso si habían sido capturados por plebeyos hombres de armas, en cuyo caso la posibilidad de recibir un rescate por sus cautivos aristócratas era mucho más fascinante. Algunos rogaron a Enrique que perdonara a los franceses de más alta cuna, y consiguieron salvar las vidas de los duques de Orleans y de Borgoña. Todos los restantes prisioneros fueron ejecutados.
Un escudero al mando de 200 arqueros cumplió la luctuosa orden. Como los franceses llevaban armaduras, los ingleses armados de hachas los mataron quitándoles el yelmo (casco), o alzándoles las viseras, dándoles hachazos en la cara y la cabeza o, sencillamente, introduciendo las misericordias por las ranuras de las viseras.
Así, con esta matanza, concluyó la Batalla de Azincourt.

## Lista de víctimas y bajas
No se cuentan los muertos y evacuados en Harfleur.

### Ejército inglés
- Eduardo, duque de York. Tío de Enrique V. Muerto.
- Humberto, duque de Gloucester. Hermano del rey. Herido de gravedad en la ingle.
- Michael de la Pole [1394-1415], III Conde de Suffolk.
- Entre 100 y 500 muertos más (según diversas fuentes).

### Ejército francés
- Carlos d'Albret. Comandante en jefe. Muerto en la vanguardia principal.
- Boucicault. Comandante en jefe. Capturado y luego asesinado en su prisión inglesa de Yorkshire.
- David, Señor de Rambures. Comandante en jefe y Gran Maestre de los Ballesteros del Rey. Murió en la vanguardia principal, junto con tres de sus cuatro hijos.
- Juan, vizconde de Belliere. Muerto en el ataque del ala izquierda.
- Juan, señor de Aumont. Muerto en el ataque del ala izquierda.
- Ferry de Lorraine, conde de Vaudemont. Muerto en el ataque de la vanguardia principal.
- Jacques, señor de Dampierre. Almirante de la flota, murió en la vanguardia principal.
- Guichard Dauphin, señor de Jaligny. Gran Maestre de la Casa Real. Muerto en la vanguardia principal.
- Juan, conde de Raucy. Muerto en la vanguardia principal.
- Enrique, conde de Blamont. Muerto en la vanguardia principal.
- Antonio, duque de Brabante. Hermano menor de Juan Sin Miedo. Llegó tarde a la batalla y, apurado, tomó los avíos (estandarte y escudo) de un hombre de la tropa. Capturado en la melée, no fue reconocido por llevar los colores de un hombre de baja cuna, y fue asesinado con los demás.
- Juan I de Valois, duque de Alençon. Muerto en la melée.
- Eduardo, duque de Bar. Muerto en el ataque de la segunda división.
- Roberto, conde de Marle. Jefe de la tercera división. Murió en el último ataque, que provocó la matanza de todos los prisioneros.
- Felipe, conde de Nevers. Hermano de Juan de Borgoña (Juan Sin Miedo). Muerto.
- Eduardo, conde de Grand-pré. Muerto.
- Roberto, señor de Beaumesnil. Muerto.
- Jacques, señor de Crequy. Mariscal de Guienne. Capturado y luego asesinado.
- Luis, conde de Vendôme. Fue capturado por Juan de Cornwall tras el fallido ataque de la caballería del flanco izquierdo.
- Juan, duque de Borgoña. Capturado, murió asesinado por sus enemigos políticos.
- Arturo, conde de Richemont. Capturado. Recuperó su libertad tras ocho años de prisión.
- Carlos, duque de Orleans. Capturado y perdonado.
- Carlos de Artois, conde de Eu. Capturado.
- Juan, vizconde de Breteuil. Capturado.
- Entre 9000 muertos más (según diversas fuentes).
- Aproximadamente 1000 prisioneros (la inmensa mayoría de ellos asesinados esa misma tarde).

## Después de Azincourt

Consecuencias de Azincourt: en beige, territorios conquistados por Enrique V

La estación propicia acababa y ya se habían agotado los víveres y suministros del ejército inglés. Si bien había infligido una espantosa derrota a sus oponentes, Enrique V y su ejército, agotado y hambriento, se dirigieron lo más pronto posible hacia Calais, plaza fortificada en manos inglesas y a donde llegó pasados tres días. En Calais aguardó durante quince días a que el tiempo mejorara en el Canal, pudiendo embarcarse finalmente hacia Inglaterra en noviembre. Desembarcó en Dover el 16 de noviembre y entró como héroe en Londres el 23.
Sin embargo, no era aún «rey de Francia e Inglaterra». Tal vez habría podido llegar hasta las murallas de París algunos días después de Azincourt, pero no debe olvidarse que su ejército no disponía de equipos de asedio y que era muy improbable que con sus menguadas fuerzas pudiera someter a una gran ciudad fortificada y a su numerosa guarnición. Se impuso, pues, la prudencia.
En el bando francés, la derrota dejó colapsado al ejército francés en cuanto a mandos se refiere. Para empeorar las cosas, la pugna entre los nobles siguió; prueba de ello fue que al duque de Borgoña no le duró mucho la fortuna de haber sobrevivido al cautiverio, porque cuatro años después fue asesinado por los partidarios Armagnac, en presencia del futuro Carlos VII.
Hubo de esperar cinco años más tras la batalla hasta firmar el Tratado de Troyes (1420) entre Inglaterra y Francia, para que el rey Carlos VI aceptara casar a su hija menor Catalina con Enrique y reconocerlo como su heredero al trono de Francia. Para colmo, el tratado no significó nada porque Enrique murió antes que su enemigo (31 de agosto de 1422), lo que complicó aún más la sucesión y prolongó la Guerra de los Cien Años hasta 1453.
La guerra continuó con largos sitios (Caen, Ruan, la épica batalla en Orleans y otra batalla en Harfleur) y numerosos avatares que favorecieron ora a un bando, ora a otro.
Los franceses no pudieron recuperarse de Azincourt: allí habían perdido cinco duques, doce condes, seiscientos barones y multitud de caballeros, cortesanos y otros dirigentes. La estructura política, económica y militar de Francia había sido descabezada, y esta circunstancia produjo una confusión que permitiría a los ingleses ganar tiempo y ejercer una hegemonía sobre el territorio continental francés que llevaría décadas neutralizar.

## Cronología
1413: Muere Enrique IV y su hijo es coronado con el nombre de Enrique V.
1414: Comienzan las negociaciones diplomáticas entre Inglaterra y Francia.
1415: Enrique V de Inglaterra reafirma sus derechos al trono francés, frente a la política pacifista de su padre, Enrique IV. Desembarca en Normandía con un gran ejército, aliado con el duque de Borgoña.
- 11 de agosto: La flota inglesa zarpa de Southampton.

- 14 de agosto: Desembarcan en el estuario del Sena.

- 18 de agosto: Los ingleses derriban las murallas y capturan Harfleur.

- 3 de septiembre: Las fuerzas francesas, conducidas por el delfín Luis, atacan la frontera de Normandía en Vernon.

- 10 de septiembre: Carlos VI se establece en St. Denis y manda izar el estandarte de guerra.

- Aproximadamente 14 de septiembre: Carlos d'Albret, Condestable de Francia, se dirige a Harfleur. El Mariscal Boucicault se encamina a Caudebec.

- 15 de septiembre: Los franceses incendian una torre de asedio frente a la Puerta de Leure.

- 16 de septiembre: Los ingleses capturan el bastión principal; los franceses esperan ayuda inútilmente durante una semana y luego se rinden.

- 23 de septiembre: Los ingleses ocupan la ciudad.

- 27 de septiembre: Enrique V ofrece a Luis de Francia dirimir la cuestión en un combate singular; este se niega.

- 8 de octubre: Los ingleses salen de Harfleur, dirigiéndose a Calais; las fuerzas francesas protegen los vados del Somme.

- 9 de octubre: Los ingleses se aproximan a Fécamp.

- 11 de octubre: Los ingleses establecen contacto con la resistencia francesa en Arques.

- 12 de octubre: Los ingleses llegan a Eu.

- 13 de octubre: Enrique pretende cruzar el Somme por Blanchetacque, pero lo encuentra defendido por fuerzas francesas muy superiores.

- 14 de octubre: Los ingleses prueban pasar por Hangest.

- 15 de octubre: Los ingleses llegan frente a Amiens y pasan la noche en Pont de Metz; los franceses abandonan Ruan para ir en su busca.

- 16 de octubre: La fuerza inglesa hace noche en Boves.

- 17 de octubre: Pequeñas escaramuzas en Corbie; las fuerzas inglesas se retiran al sur.

- 18 de octubre: Los ingleses se detienen cerca de la ciudad de Nesle. Los franceses ocupan Amiens con su fuerza principal.

- 19 de octubre: Las fuerzas de Enrique V cruzan el Somme por los vados que hay entre Voyennes y Bethencourt.

- 20 de octubre: Día de descanso para las tropas inglesas.

- 21 de octubre: Los ingleses avanzan hasta Albert.

- 22 de octubre: Los ingleses siguen avanzando hasta Forceville, mientras el ejército francés les pisa los talones por la derecha.

- 23 de octubre: Los ingleses cruzan el río Ternoise por Blangy.

- 24 de octubre: Los franceses bloquean la ruta entre Azincourt y Tramecourt e impiden a los ingleses replegarse a Calais. Enrique V decide pasar la noche en Maisonville.

- 25 de octubre: Batalla de Azincourt. Victoria inglesa y matanza de todos los heridos y prisioneros.

- 28 de octubre: Los ingleses se repliegan y llegan a Calais.

- 23 de noviembre: Los ingleses desfilan victoriosos por las calles de Londres.

1416: Nueva victoria inglesa (esta vez naval) en Harfleur.
1417: Los ingleses toman Caen, donde Enrique V ordena la muerte de todos los varones civiles.
1419: Los ingleses ponen sitio y capturan Ruan. Juan sin Miedo es asesinado. Normandía entera cae en poder de Inglaterra, que se alía con Borgoña en contra de Francia.
1420: Se firma el Tratado de Troyes, por el que Enrique V de Inglaterra se casa con Catalina de Valois, hija del rey de Francia. Enrique es reconocido además heredero al trono francés, siempre que Francia mantuviera su independencia.

## Filmografía
- Enrique V (1944), película dirigida por Laurence Olivier.
- Enrique V (1989), película dirigida por Kenneth Branagh y protagonizada por él mismo en el papel del rey.
- Enrique V (2012), cuarta entrega de The Hollow Crown, producción de Sam Mendes para la BBC con Tom Hiddleston en el papel de Enrique V.
- El rey (2019), película dirigida por David Michôd, producción de Netflix y Plan B Entertainment.